# Neeressa palawanensis
Neeressa palawanensis là một loài bướm đêm thuộc phân họ Arctiinae, họ Erebidae.